# القرارة (ولاية غرداية)
'القرارة اٍحدى بلديات ولاية غرداية وهي مدينة في شمال الصحراء الجزائر. يبلغ عدد سكانها 167514 نسمة وتبعد عن العاصمة ب 600 كم. يحدها من شمال بلدية قطارة بدائرة مسعد ولاية الجلفة حوالي 50 كم و بلدية حاسي الدلاعة بدائرة حاسي الرمل ولاية الأغواط و التي ينحدر منها واد زقرير و وادي النساء. يحدها من الشرق بلدية العالية التابعة دائرة الحجيرة ولاية ورقلة الجزائر حوالي 90 كم. ومن الغرب بلدية بريان حوالي 73 كم وجنوبا بلدية زلفانة 60 كم وهما من بلديات ولاية غرداية.

## التاريخ
القرارة هي اٍحدى مدن ولاية غرداية وهي مدينة في شمال الصحراء الجزائرية يبلغ عدد سكانها حوالي 60 ألف نسمة وتبعد عن العاصمة ب 600 كم.

### التأسيس
و أما القرارة لها تاريخين تسجيل اختلاف المؤرخين في تحديد سنة التي تأسست فيها مدينة القرارة
القرارة تأسست سنة 1040 هجرية :
نقل  مونتلا نسكي عن الإمام بن شتيوي إمام مجسد العتيق المالكي بالقرارة رواية آن مدينة القرارة تأسست في سنة 1040هجرية وكذلك في مخطوط محمد بن سليمان بن أبي السعيد حمو جهلان بنفس الرواية وأصبحت هذه الرواية هي المتداولة في تحديد سنة التي تأسست فيها مدينة القرارة عند المؤرخين وهذا يخالف عقد الصلح الذي وقع بجامع غرداية بتاريخ 2 صفر 1185هجرية أكدوا فيه آن مدينة القرارة أهلها أولاد عيسى بن عطاش وحددوا فيه السنة بتدقيق وهي سنة 1086 هجرية الموافق 1676م باسم أولاد باخة الغردويون وليس كما ذكر الإمام ابن شتوي في رواية عن تأسيس مدينة القرارة.
و اعتقد آن الإمام بن شتوي لم يتطلع على نص عقد الصلح ولم يذكره في كتابه العقد الذي وقع في جامع غرداية الذي كان عليه إجماع الإباضية الميزاب والمالكية العرب واحسب انه لو تحصل عليه لأبداعى في تاريخ وادي ميزاب كله كيف يعقل آن نستدل برواية بدون سند ونترك عقد صلح الذي كان عليه إجماع الإباضية القرارة والمالكية القرارة وذكروا فيه السنة بتدقيق وهي سنة 1086 هجرية وهذا هو الصحيح الثابت في تاريخ القرارة
ومختصر هذا الحكم موثق في المحكمة الإباضية الشرعية ليس كما قال الإمام بن شتوي 1040 هجرية وهذه الرواية لا يحتج بها أمام وثيقة خطية في تاريخ القرارة في جامع غرداية.
و هذا نص مختصر من العقد أنقله حرفيا
| القرارة (ولاية غرداية) | ... وقعت القسمة في جامع غرداية واتفقوا أولي الأمر من الإباضية والمالكية ينظرون من هو الظالم تكون علية البراءة من العروش كلهم أما الصحراء الشرقية فأهلها أولاد عطاش لا منازع لهم في تلك الصحراء المذكور وأما أولاد عطاش فمن واد نسا إلى حيث منطلق زقرير عند مخرجه إلى الأحواض المسمى الزقاق والأودية المتفرعة لزقرير وفروعيه طازقرير أعله فأهلها أولاد عطاش عيسى ومنداس [ وفي عام 1086 هجريه تأسست القرارة باسم أولاد باخة الغردويون يقال شرفاء والله اعلم ولا سبيلا لمن يقول الصحراء الغتراء لغير هؤلاء الاعراش المذكورين الشيخ سيدي عيسى بن عطاش قبره ببطحاء القرارة بالمشرق الحوض العمود الواقف في وسط الوادي وكل عرش أخد مثل هذه النسخة وهذه النسخة تقصير لكلام بشهادة كاتب عبد الرحمان بن الحاج بن سبقاق وسي بقاسم بن محمد وألسماحي وأخيه احمد بن محمد ويحي بن عافو وبابهون بن سليمان كلهم بن بريان ونقله أيضا السيد كاسي بن إسماعيل وكاسي بن بابه وموسى بن بابه والطالب بأحمد بن يحي عزابة بريان ومحمد بن الخيذر بن محمد بن احمد بن يوسف الملياني والطالب موسى بن بابه والناصر بن سليمان كتب من تاريخ ما احتجت ومن يجب عليه الإطلاع فيسأل وقعت القسمة في جامع غرداية بتاريخ 2 صفر 1185 هجرية. نقل من الأصل بن على يحي بن عبد الرحمان ما ذكره انتهى | القرارة (ولاية غرداية) |

واد زقرير : واد يمر بالقرارة

## شهداء مدينة القرارة
شهداء القرارة